# Antonino Basile
Antonino Basile (Palmi, 12 aprile 1908 – Palmi, 9 febbraio 1973) è stato uno storico, etnografo e scrittore italiano.
La sua attività orientata su due direzioni, quella storica e quella demologica, è costellata da una serie di pubblicazioni di notevole interesse che la morte non gli consentì di raccogliere e coordinare per ciascun ramo, in corpose pubblicazioni.
Grazie ai suoi molteplici meriti culturali riconosciuti anche fuori dall'Italia, nel 1957 il professore Basile fu nominato dal Presidente della Repubblica socio effettivo della Deputazione di storia patria per la Calabria e Lucania; nello stesso anno fu premiato anche con la medaglia di bronzo quale benemerito della scuola, della cultura e dell'arte.

## Biografia

### Gioventù e studi
Antonino Basile nasce il 12-4-1908 da Giacomo e Concetta La Capria primogenito di quattro figli. Dimostra fin da piccolo una particolare propensione allo studio ed un sensibile spirito di osservazione e di organizzazione dei contenuti come lo provano i successi, in crescendo, della sua vita scolastica.
Infatti nel 1923 si diploma al ginnasio della sua Palmi con brillante votazione, due anni dopo consegue il diploma di abilitazione magistrale, supera, subito dopo, la prova selettiva per l'ammissione al magistero con connessa borsa di studio di £ 2000 e quattro anni dopo consegue il diploma in filosofia e pedagogia con 60/60 e lode discutendo brillantemente una incisiva tesi sul pensiero religioso del Mazzini.
Il 19 luglio 1949 consegue la laurea in materie letterarie presso la facoltà di Magistero dell'Università di Messina con la tesi «La città di Tauriana nei Bruttii», ottenendo la votazione di 110/110 e la lode accademica, ed è, anche, l'impulso di dedicarsi con fervore agli studi storici, entusiasmato, per altro, dagl'insegnamenti ricevuti da figure del calibro di F. Carlonghi, R. Resta, N. Cortese e A. Renda.

### L'insegnamento
Nel 1936, vince il concorso a cattedre per lettere Italiane e storia e viene destinato all'Istituto Magistrale «Bisazza» di Messina dove, operoso per sei anni, si distingue per sapere e sensibilità didattica. Nel 1942, su domanda, viene trasferito all'Istituto Magistrale «T. Gulli» di Reggio Calabria. Nell'ottobre del 1950, sempre su domanda, si fa trasferire all'I.T.C. «L. Serra» di Napoli per il desiderio di usufruire della ricca biblioteca nazionale per alimentare con ricerche storiche e d'archivio i suoi prediletti studi. La morte del padre, lo induce a rientrare a Palmi e sempre su domanda, viene assegnato all'Istituto Tecnico Agrario della sua cittadina, dove fra l'altro acquisisce esperienza in qualità di preside incaricato e sarà, infatti, preziosa, perché vincerà il concorso a Preside di ruolo con assegnazione in prova all'Istituto Magistrale "De Nobili" di Catanzaro. Due anni dopo, sempre su domanda assume la presidenza dell'Istituto Magistrale «Corrado Alvaro» della sua Palmi che tiene fino al 1972, anno in cui viene collocato a riposo.

### Gli ultimi anni
Gli ultimi anni furono di stanchezza, la direzione del magistrale di Palmi era divenuta un po' faticosa per l'estensione dell'istituto, le condizioni di salute non erano più floride e in un certo senso cambiavano anche i tempi: continuò, tuttavia, a lottare e a scrivere, non riuscì però a raccogliere organicamente, per offrircelo, il patrimonio del suo pensiero frutto di tanti studi mediati e rapportati alla sua gente e al territorio contestuale.
Rimangono i suoi molteplici saggi attraverso i quali si può definire almeno la traccia sulla quale si possono innestare quanti, con nuovi strumenti, vorranno inoltrarsi in questi affascinanti studi.
Muore a Palmi il 9 febbraio del 1973.

## Il pensiero
Le umili origini, il fervore sociale, il clima culturale alimentato da uomini come D. A. Cardone, A. Lo Vecchio, F. Battaglia, L. Lacquaniti, N. Fondacaro, L. Repaci ed altri, l'educazione storica di Nino Cortese al Magistero di Messina, l'attenzione verso le metodologie di V. Padula e G. Pepe, la salda guida accademica di Resta, Calonghi, Cortese e Renda e infine la partecipazione attiva ai fermenti politici del suo tempo, sono le straordinarie basi su cui poggia la formazione storico-culturale e umana di Antonino Basile.

### Studi storici
Attento alle ricerche storiche, per questo, non esitò a farsi trasferire per l'attività di docente a Napoli in modo da poter scandagliare quella biblioteche. Si occupò con interesse puntiglioso a valorizzare aspetti sociali e storici del Meridione con acute osservazioni e agganci che, nobilitarono, a livello più ampio, quelli che potevano apparire piccoli fermenti locali, delineando, fra l'altro, il contributo della Calabria nel contesto nazionale nei vari eventi della storia e alimentando, con validi elementi, la linfa del movimento contadino. Questo interesse e il contatto con la gente umile, dalla quale proveniva con il retaggio di tradizioni, credenze e incanti, lo indussero a orientare decisamente la personale propensione antropologica, alla ricerca, allo studio e alla raccolta di vario materiale per intraprendere una interpretazione etnologica. E proprio il fascino, la storia, l'arte di questi reperti delineano il sopravvento del demologo sullo storico.

### Studi demologici
Dominato da un'ansia conoscitiva, per altro sorretta da acuta sensibilità, verso un mondo misterioso e imprevedibile, volle ricercare puntigliosamente modelli, strumenti e metodologie che studiava, verificava e confrontava in maniera da poter definire linee di sicure corrispondenze. Esaminò la metodologia della ricerca di M. Barbi, adoperandone le tecniche e concorrendo agli aggiustamenti e adeguamenti di queste, ai canti popolari calabri che aveva raccolti amorosamente delineando origini, aree di diffusione, ipotesi, varianti e tipologie da quelli moraleggianti a quelli funebri.
Il demologo Basile si era reso conto che la regione, (che si era mantenuta fedele a se stessa per cui antico, mito, religiosità, feste, passato e presente, confluivano nella definizione di una identità individuale e collettiva), andava, purtroppo, perdendo tutti questi valori e che occorreva, subito, fermarli, conquistarli, trattenerli, descriverli e soprattutto spiegarli. Accentuò i contatti col maestro Raffaele Corso, studiò attentamente rapporti con la realtà esaminando prospettive, ridimensionando proporzioni e miti, seguendo gli studi di Arnold Van Gennep, valutando le esperienze che andava accumulando Ernesto De Martino, per riuscire a spiegarsi, soprattutto i condizionamenti psicologici individuali e collettivi che determinano i comportamenti. Accetta inoltre e condivide la metodologia d'indagine del Patsel ed il rapporto di primitivismo dei bassi strati del popolo, sostenuti dallo Schimdt. Non trascura, poi, esaminando l'aspetto della «Appartenenza» del Frazer e del Bruhl, di applicarlo ai riti (che circondavano la nascita, il battesimo e il comparatico oltre alla emblematica «rottura del bicchiere») attraverso il principio della magia irradiante come contagio, anche a distanza. L'ampiezza dei suoi studi è enorme e, per l'affinità calabra con molte tradizioni siciliane, specie nell'ambito del culto popolare dei santi, lo inducono a sondare gli scritti del Giuseppe Pitrè e del Salomone Marino che, compendiati con quelli del D'Orsa, gli permettono di elaborare una convincente teoria in merito alla sopravvivenza di culti pagani nella religione cristiana.
Tutti gli studi che abbracciano, il panorama europeo di questa nuova scienza, sono il chiaro sintomo che Antonino Basile non si fossilizza negli schemi limitati dell'erudito locale, ma si sintonizza con quelli più significativi che utilizza attraverso una intelligente interdisciplinarità con altre scienze e soprattutto sperimenta direttamente, vagliando, confrontando una quantità enorme di materiale appassionatamente selezionato in ogni angolo della Calabria. La complessità di tali studi incisivamente assimilati, la partecipazione calda alla metodica perseguita, il suo spirito laico ininfluenzabile e la conoscenza che lo poneva quasi all'interno del suo mondo oggetto di analisi, definirono uno studioso attento sul filo di una concezione dinamica che gli permetteva di non perdere di vista le sfaccettature di ogni problema.
Il lungo lavoro preparatorio, una raccolta di storie, di oralità fedelmente registrate, un mucchio di oggetti con disamina del loro excursus, il tutto salvato da una sempre più remota e fioca memoria, balzano improvvisamente alla luce assieme al nostro autore quando, nell'undici settembre del 1955 nasce in Palmi il museo di etnografia e di folklore calabrese che verrà in seguito dichiarato di importanza internazionale dall'UNESCO. Presentato con un memorabile discorso dal grande etnologo calabrese Raffaele Corso, il ricco museo espressione della civiltà contadina e pastorale della Calabria, divenne per Basile, che ne aveva curato assieme a N. de Rosa l'allestimento, un punto di riferimento soprattutto per avviare un'autonoma pubblicazione «Folklore della Calabria» che per otto anni (dal 1956 al 1963) raccolse scritti di studiosi di fama come lo stesso Corso, L. Lacquaniti, L. Lombardi Satriani, G. Chiapparo, G. Pignataro ed altri.  Nata come filiazione della nota pubblicazione «Folklore italiano» diretta, come sappiamo, dal prof. Corso, ne condivise un prezioso forziere del nostro patrimonio di cultura popolare a disposizione di studiosi e appassionati.

## Progetti
- Nel 1950 il prof. Antonino Basile assieme al Sacerdote Prof. Giuseppe Pignataro (studioso di storia locale), al Rag. Nicola De Rosa, a Luigi Lacquaniti (docente di geografia economica presso l'Università di Messina), a Francesco Cipri (cultore di lettere greche e latine), a Francesco Salerno (insegnante e poeta dialettale), e al Geom. Antonio Nasso, fondò e presiedette la società Amici del Folklore di cui fu nominato socio onorario Raffaele Lombardi Satriani.
- Il 20 agosto 1955, in Palmi, un gruppo di studiosi della società Amici del Folklore i quali da tempo raccoglievano del materiale per istituire un Museo del Folklore nella stessa città, si riunirono per costituirsi in sodalizio scientifico. Venne nominato presidente provvisorio della riunione il Prof. Antonino Basile, cultore particolarmente benemerito delle tradizioni popolari calabresi, il quale espose il suo progetto per la fondazione della Società Calabrese di Etnografia e Folklore.
- L'11 settembre 1955 fu fondato ed inaugurato ufficialmente il Museo di Etnografia e Folklore intestato a Raffaele Corso. L'istituzione, fra le più ricche e attrezzate del Mezzogiorno con oggetti e reperti della sapienza popolare, sorge oggi presso la Casa della cultura di Palmi ed è meta di turisti e studiosi.
- Un anno più tardi il Professore Basile fondò anche la rivista Folklore della Calabria - nata nel 1956 e condotta con grandi sacrifici personali fino al 1963 - con la quale ha contribuito a diffondere le tradizioni Calabresi.

## Riconoscimenti
Tra gli impegni didattici e direttivi ha modo di attivare una intensa operosità di storico, di antropologo e demologo collaborando appassionatamente con importanti riviste ed ottenendo premi e riconoscimenti sia in vita sia dopo la sua morte, tra cui:
- la nomina, nel 1957, da parte del Presidente della Repubblica, di Socio della Deputazione di Storia Patria per la Calabria e la Lucania;
- posta epigrafe marmorea, nel Settembre 1988, da parte dell'Amministrazione Comunale di Palmi, nella facciata dell'abitazione del professore <<...in questa casa attese ai suoi studi di storia e di etnografia, partecipando alla vita intellettuale della nostra città. Contribuì, con la sua ricerca appassionata, a ricostruire il senso della nostra memoria storica e i valori più genuini dell'anima popolare.>>;
- commemorazione, il 12 aprile 2008, da parte dell'Amministrazione Provinciale di Reggio Calabria, per il centesimo anniversario della nascita del professore e rilascio di una targa ricordo ai nipoti <<...alla memoria del professor Antonino Basile che dedicò i suoi studi alla storia del Mezzogiorno, del Folklore e delle nostre tradizioni popolari.>>
- intitolata a nome di "Antonino Basile" la sezione di Etnografia, Folklore e Tradizioni Popolari della Biblioteca Comunale di Palmi presso la Casa della cultura